# وادي شنقحة (غيل باوزير)

تعديل مصدري - تعديل

وادي شنقحة هي إحدى قرى عزلة غيل باوزير بمديرية غيل باوزير التابعة لمحافظة حضرموت، بلغ تعداد سكانها 67 نسمة حسب تعداد اليمن لعام 2004.